# Francisco Randez
 (juillet 2025).
Motif : Notoriété?
- Archive Wikiwix
- Bing
- Cairn
- DuckDuckGo
- E. Universalis
- Gallica
- Google
- G. Books
- G. News
- G. Scholar
- Persée
- Qwant
- (zh) Baidu
- (ru) Yandex
- (wd) trouver des œuvres sur Wikidata

| 1. | Préciser le motif de la pose du bandeau. | Précisez le motif de la pose du bandeau en utilisant la syntaxe suivante : {{admissibilité à vérifier\|date=juillet 2025\|motif=remplacez ce texte par le motif}}                     |
| 2. | Informer les utilisateurs concernés.     | Pensez à avertir le créateur de l'article, par exemple, en insérant le code ci-dessous sur sa page de discussion : {{subst:avertissement admissibilité à vérifier\|Francisco Randez}} |

Francisco Randez (né le 9 juin 1979 à Montréal) est un acteur, mannequin ainsi qu'un animateur de radio et de télévision québécois.   

## Biographie
Francisco Randez est né à Montréal en 1979 d'un père Espagnol et d'une mère Québécoise. Il obtient un 
diplôme d'études collégiales en arts plastiques du Cégep Marie-Victorin en 1997. À dix-neuf ans, il participe à un premier défilé de mode dans le cadre d'une émission de télévision diffusée sur les ondes de TVA. Après avoir travaillé avec le designer Philippe Dubuc, le styliste Jean Paul Gaultier le choisit pour incarner le parfum Le Mâle pour cinq ans.
Il débute ensuite une carrière comme animateur de télévision au début des années 2010, notamment comme chroniqueur dans différents médias et aussi animateur sur la chaîne Évasion où il aura l'opportunité d'animer plusieurs émissions. Se consacrant désormais surtout à sa carrière médiatique, il participe néanmoins toujours à des projets de mannequinat. Il servit d’ailleurs de modèle pour la conception du personnage principal de la série de jeux vidéo Assassin's Creed en 2007. 

### l'île del'amour:Sucré Salé, chroniqueur (TVA)
- 2010 - 2011 : Huakai Hawaïi, animateur (Évasion)
- 2011 : Viva Espana, animateur (Évasion)
- 2011 - : Pour le plaisir, chroniqueur (ICI Radio-Canada Télé)
- 2012 - 2013 : MCBG, chroniqueur (V)
- 2013 : À deux, c'est mieux, animateur (Évasion)
- 2017 - : Salut Bonjour, chroniqueur (TVA)

### Acteur
- 2015 : Les jeunes Loups (TVA)
- 2017 - 2019 : Cheval-Serpent (ICI Radio-Canada Télé)
- 2019 - 2020 : 5e rang (série télévisée) : Vince, le mafieux

### Radio
- 2012 - 2014 : Une soirée Francisco (Rythme FM)
- 2014 - 2017 : Le Dimanche, c'est le bonheur (Rythme FM)
- 2013 - 2015 : Été 80 - 90 (Rythme FM)
- 2016 : L'été, c'est le bonheur (Rythme FM)
- 2017 : Radio Weekend (CKOI)
- 2017 - 2019: Party Rock (CKOI)
- 2017 - 2019: La planète des hits (CKOI)
- 2017 - 2019: Soupez en famille (CKOI)

### Jeux vidéo
- 2007 : Assassin's Creed : Desmond Miles/Altaïr Ibn-La'Ahad (faciès)
- 2009 : Assassin's Creed II : Desmond Miles/Ezio Auditore da Firenze/Altaïr Ibn-La'Ahad (faciès)
- 2010 : Assassin's Creed: Brotherhood : Desmond Miles/Ezio Auditore da Firenze (faciès)
- 2011 : Assassin's Creed: Revelations : Desmond Miles/Ezio Auditore da Firenze/Altaïr Ibn-La'Ahad (faciès)
- 2012 : Assassin's Creed III : Desmond Miles (faciès)
- 2013 : Assassin's Creed IV: Black Flag : Desmond Miles (faciès)